# محمود درویش
محمود درویش (زادهٔ ۱۳ مارس ۱۹۴۱ – ۹ اوت ۲۰۰۸) شاعر و نویسنده فلسطینی بود. او بیش از سی دفتر شعر منتشر کرد و شعرهای او که بیشتر به مسئله فلسطین مربوط می‌شد در بین خوانندگان عرب و غیر عرب شهرت و محبوبیت داشت. برخی از شعرهای او به فارسی ترجمه و منتشر شده است.
وی مدتی عضو سازمان آزادیبخش فلسطین بود و در ۱۹۹۳ در اعتراض به پذیرش پیمان اسلو از این سازمان استعفا داد. درویش از تشکیل دولتی مستقل در کنار کشور اسرائیل دفاع می‌کرد. خود او به خوبی به زبان عبری حرف می‌زد و با فرهنگ یهودیان آشنایی داشت و دوستان یهودی زیادی داشت.

## کودکی
محمود درویش در ۱۳ مارس ۱۹۴۱ در روستای البروه در شرق شهر عکا در فلسطین به دنیا آمد.
اسرائیلی‌ها این دهکده را آتش زدند. محمود درویش در شش سالگی به همراه خانواده‌اش به لبنان پناهنده شد. سرانجام پس از مقاومت‌های بسیار ساکنان منطقه، دهکده «بروه» از دست اسرائیلی‌ها خارج شد و هنگامی که اهالی دوباره به آن وارد شدند همه چیز در آن نابود شده بود.
وی سال‌های زیادی از عمرش را در قاهره، بیروت، تونس و پاریس به تبعید گذراند.

## شروع سرودن
. محمود درویش سرودن را از زمانی که دانش آموز بود شروع کرد. در سال ۱۹۶۰ نخستین مجموعه آثار او در زمانی منتشر شد که تنها نوزده سال داشت. با دومین مجموعه‌اش بنام برگ‌های زیتون (اوراق الزیتون) در سال ۱۹۶۴، به عنوان یکی از شاعران پیشرو شعر مقاومت شناخته شد. دو موضوع عمده در ساختار اشعارش دیده می‌شود: «عشق و سیاست».
بسیاری از شعرهای محمود درویش به شکل سرودهای عمومی و آوازهای محبوب درآمده‌اند. اغلب آثارش در مورد سرنوشت وطنش است. او از مفردات ساده و تصاویر واضح استفاده می‌کند.

## فعالیت‌ها
در سال ۱۹۶۱ محمود درویش به عنوان روزنامه‌نگار فعالیت‌هایش را آغاز کرد و تا مدتی مسئولیت سردبیری روزنامه الاتحاد به عهده او بود. وی قبل از اینکه به سازمان آزادیبخش فلسطین در بیروت بپیوندد، عضو حزب کمونیست اسرائیل به نام Israeli communist party بود. در سال ۱۹۷۰ او به مسکو سفر کرد، سپس در سال ۱۹۷۱ به قاهره رفت و برای روزنامه الاهرام کار کرد. در همین سال وی به بیروت عزیمت کرد تا برای جنبش فتح کار کند. او برای مدتی به عنوان سردبیر مجله ماهانه «شئون فلسطینیة» (نیازمندی‌های فلسطین) مشغول به کار بود. درویش همچنین رئیس اتحادیه نویسندگان فلسطینی و بنیان‌گذار یکی از مهم‌ترین فصلنامه‌های ادبی و مدرن جهان عرب به نام «الکرمل» بود. محمود درویش همراه با «ژاک دریدا»، «پیر بوردیو»، پارلمان بین‌المللی نویسندگان را تأسیس کرد.
وی به عنوان مدیر در مرکز پژوهشهای سازمان آزادیبخش فلسطین به عضویت این سازمان درآمد. وقتی اسرائیل در سال ۱۹۸۲ به لبنان یورش برد و جنبش فتح مرکز فرماندهی اش را از آنجا انتقال داد، محمود درویش به قبرس نقل مکان کرد. با شروع جنگ لبنان در ۱۹۸۲ درویش شعرهای سیاسی قادسیه بیروت را نوشت. او در سال ۱۹۸۳ مجموعه اشعار مدیح الظل العلی را تهیه کرد.
محمود درویش به عنوان سردبیر ماهنامهٔ انجمن آزادی فلسطین و گرداننده مرکز تحقیقات فلسطین فعالیت می‌کرد. او در سال ۱۹۸۷ به عضویت کمیته اجرایی سازمان آزادیبخش فلسطین درآمد. در سال ۱۹۸۸مانیفستی را بنام اعلامیه استقلال مردم فلسطین منتشر کرد. در سال ۱۹۹۳ بعد از توافقنامه اسلو درویش از کمیته اجرایی سازمان آزادیبخش فلسطین استعفا داد.

## پیوستن به سازمان آزادی‌بخش فلسطین
محمود درویش در سال ۱۹۸۷ به کمیتهٔ هیئت اجرائی جنبش فتح ملحق می‌شود، اما شش سال بعد در سال ۱۹۹۳ در اعتراض به موافقت‌نامه صلح اسلو از این سازمان کناره می‌گیرد. به خاطر همین موافقت نامه بود که جایزه صلح نوبلِ سالِ ۱۹۹۴، به یاسر عرفات و شیمون پرز و اسحاق رابین تعلق گرفت.

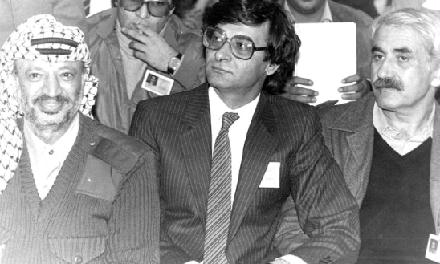
درویش در وسط جورج حبش و یاسر عرفات

## جوایز
از جمله جایزه‌هایی که محمود درویش برنده شد عبارت است از: جایزهٔ ابن سینا، جایزه صلحِ لنین، جایزه لوتس از انجمن نویسندگان افریقا-آسیایی، جایزهٔ هنرهای حماسی فرانس و مدالِ آثارِ ادبی و جایزه آزادی فرهنگی از بنیاد لبنان و جایزه صلح استالین شوروی سابق و جایزهٔ ناظم حکمت (نوامبر ۲۰۰۳).

## جملات محمود درویش
- آیا می‌توانم آرزوهایم را انتخاب کنم، چه بسا چیزهایی را آرزو می‌کنم که محقق نشوند.
- اما من. به درخت توت وارد می‌شوم، درختی که من را به کرم ابریشم تبدیل می‌کند. وارد سوزن زنی از زنان اسطوره می‌شوم، سپس مانند قاصدکی با نسیم پرواز می‌کنم.
- تاریخ هم قربانیانش را و هم قهرمانانش را به تمسخر می‌گیرد، به آنها نظری می‌افکند و عبور می‌کند.
- آمدم ولی نرسیدم … آمدم ولی بازنگشتم.
- زمانی که نماز شکر برای وطن مقدس نمی‌خوانیم خلقی خواهیم شد، زمانیکه فقیر شامش را بیابد … خلقی خواهیم شد، زمانیکه به ابروی حاکم فحش می‌دهیم، حاکمی که محاکمه نشده است.
- به اجبار عاشق تو شدم نه بخاطر اینکه تو زیباتری بلکه بخاطر اینکه تو عمیق‌تری. عاشق جمال معمولاً احمق است.
- روزی که بخواهم خواهم شد … روزی پرنده‌ای خواهم شد و از نابودی ام وجودم را جویا خواهم شد. به هر میزانی که بالها بسوزند به حقیقت نزدیک تر می‌شوم، از خاکستر برخواهم خاست، من گفتگوی رؤیاهایم. من به جسمم و خودم گوش کردم تا اولین سفرم را به سوی حقیقت تکمیل کنم؛ ولی او مرا سوزاند و ناپدید شد. من غیبتم … من فراری بهشتی ام.
- ای وطن سالی گذشت و سالی می‌آید و همه چیز بدتر می‌شود. ساختار و آسمانهای ما نی است. در هر مناره‌ای تجاوز گر به آندلس می‌گوید اگر حلب را محاصره کردی!
- سلام به کسانی که بیهوده دوستشان داریم.
- غربت کسی نباش که تو را وطن دیده.
- اندوه کسی را نکشت اما ما را از همه چیز تهی ساخت.

## آثار
در مارس ۲۰۰۰ وزیر آموزش و پرورش اسرائیل پس از ضمیمه کردن آثار محمود درویش در کتاب‌های درسی، دولت ایهود باراک را با بحران جدی روبرو ساخت.
او تاکنون بیست و دو مجموعه شعر منتشر کرده است: گنجشگ‌های بی‌بال (۱۹۶۰)؛ برگ‌های زیتون (۱۹۶۴)؛ عاشقی از فلسطین (۱۹۶۶)؛ آخرشب (۱۹۶۷)؛ دلدار من از خواب خود برمی‌خیزد (۱۹۷۰)؛ گنجشک‌ها در الجلیل می‌میرند (۱۹۷۰)؛ دوستت می‌دارم، یا دوستت نمی‌دارم(۱۹۷۲)؛ اقدام شماره۷ (۱۹۷۴)؛ آنک تصویر او و اینک انتحار عاشق (۱۹۷۵)؛ جشن‌ها (۱۹۷۶)؛ ستایش سایه بلند (۱۹۸۳)؛ محاصره‌ای برای مدایح دریا (۱۹۸۴)؛ آن ترانه است، آن ترانه است (۱۹۸۶)؛ سرخ گلی کمتر (۱۹۸۶)؛ تراژدی نرگس، کمدی نقره (۱۹۸۹)؛ آنچه را می‌خواهم می‌بینم (۱۹۹۰)؛ یازده ستاره (۱۹۹۲)؛ چرا اسب را تنها گذاشتی؟ (۱۹۹۶)؛ سریر زن غریبه (۱۹۹۵)؛ دیوارنگاره (۲۰۰۰)؛ از حصار (۲۰۰۲)؛ حالتی از شهربندان (۲۰۰۲)؛ برکرده خود پوزش مخواه(۲۰۰)؛ چون شکوفه بادام یا دورتر (۲۰۰۵).
چند کتاب نثر نیز از محمود درویش منتشر شده است که از درخشان‌ترین آن‌ها یادداشت‌های روزانه اندوه عادی (۱۹۷۶) و حافظه‌ای برای فراموشی (۱۹۸۷) و از حصار است.
یدالله گودرزی، محمدرضا شفیعی‌کدکنی، موسی بیدج، علی‌اصغر کرمی، حمزه کوتی، سهند آقایی و شیرکو صفی‌زاده از مترجمان شعر محمود درویش در زبان فارسی هستند.

## شرحی دربارهٔ آثار
کتاب «از حصار» یا «در محاصره» حاوی شعرهایی است که محمود درویش در شهر محاصره شدهٔ رام‌الله سرود. در این کتاب او صحنه‌های ملتی محاصره شده را تصویر می‌کند و از رنجهای فلسطینیان ساکن این شهر سخن می‌گوید. اگرچه تحقیر و آوارگی و تحمل محرومیتهای مردم از زن و مرد و کودک و جوان و سوگ مادران و پدران برای فرزندان و رنجهایی از این دست موضوع شعر محمود درویش است، اما شاعر در همهٔ این شعرها با فرورفتن به عمق رنجها و ایستادگی‌ها، فلسفهٔ مقاومت را تشریح می‌کند. این اثر از آخرین کتابهای محمود درویش است.

## درگذشت
محمود درویش در اوت ۲۰۰۸ در پی عمل جراحی قلب در تگزاس آمریکا در گذشت.

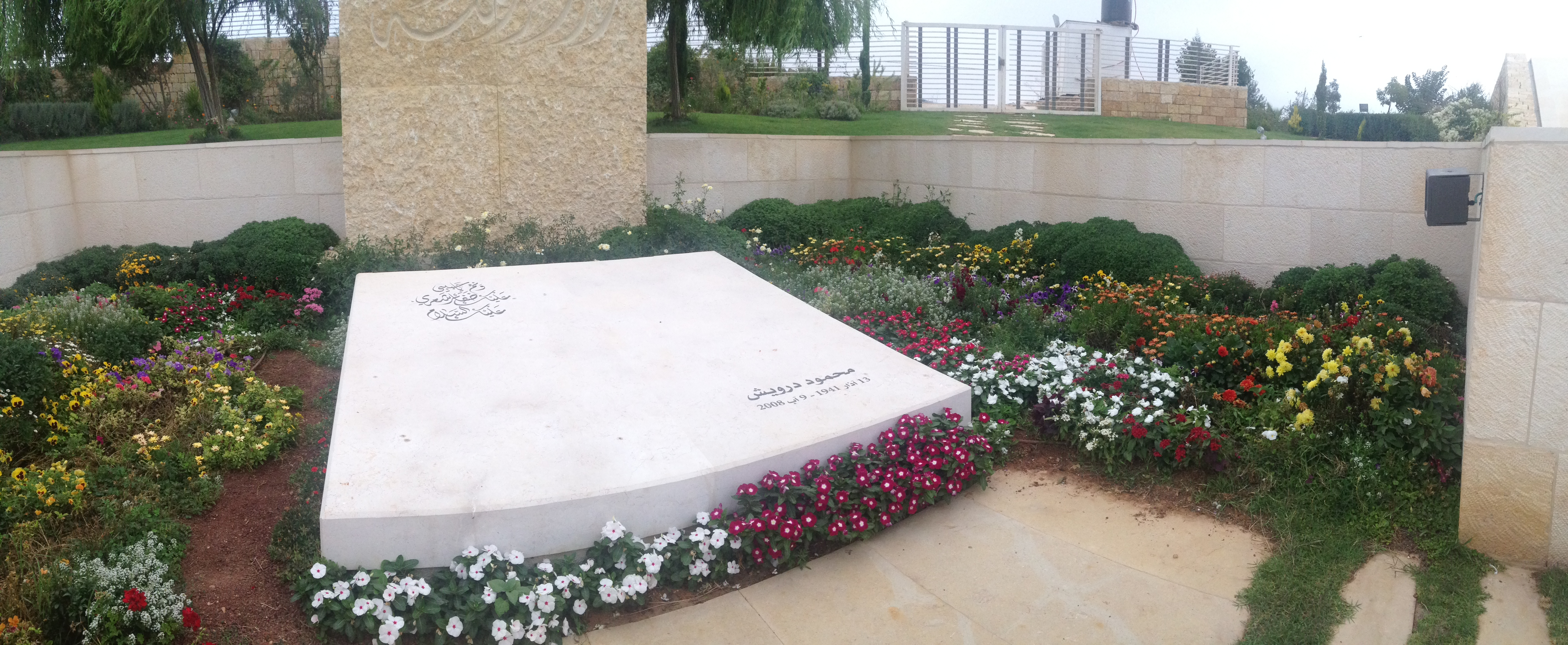
سنگ‌قبر محمود درویش